# Saint-Germain-les-Paroisses
Saint-Germain-les-Paroisses és un municipi francès situat al departament de l'Ain i a la regió d'Alvèrnia-Roine-Alps. L'any 2007 tenia 360 habitants.

## Demografia

### Població
El 2007 la població de fet de Saint-Germain-les-Paroisses era de 360 persones. Hi havia 148 famílies de les quals 44 eren unipersonals (16 homes vivint sols i 28 dones vivint soles), 48 parelles sense fills, 48 parelles amb fills i 8 famílies monoparentals amb fills.
La població ha evolucionat segons el següent gràfic:
Habitants censats

### Habitatges
El 2007 hi havia 227 habitatges, 156 eren l'habitatge principal de la família, 65 eren segones residències i 6 estaven desocupats. 215 eren cases i 12 eren apartaments. Dels 156 habitatges principals, 126 estaven ocupats pels seus propietaris, 29 estaven llogats i ocupats pels llogaters i 1 estava cedit a títol gratuït; 4 tenien dues cambres, 20 en tenien tres, 40 en tenien quatre i 92 en tenien cinc o més. 114 habitatges disposaven pel capbaix d'una plaça de pàrquing. A 49 habitatges hi havia un automòbil i a 93 n'hi havia dos o més.

### Piràmide de població
La piràmide de població per edats i sexe el 2009 era:
| Homes | Edats   | Dones |
| ----- | ------- | ----- |
| 0     | 95 o +  | 0     |
| 0     | 90 a 94 | 4     |
| 4     | 85 a 89 | 0     |
| 4     | 80 a 84 | 8     |
| 4     | 75 a 79 | 4     |
| 4     | 70 a 74 | 0     |
| 12    | 65 a 69 | 4     |
| 8     | 60 a 64 | 16    |
| 12    | 55 a 59 | 20    |
| 12    | 50 a 54 | 8     |
| 12    | 45 a 49 | 4     |
| 28    | 40 a 44 | 36    |
| 12    | 35 a 39 | 12    |
| 4     | 30 a 34 | 8     |
| 0     | 25 a 29 | 8     |
| 8     | 20 a 24 | 0     |
| 20    | 15 a 19 | 4     |
| 40    | 10 a 14 | 4     |
| 8     | 5 a 9   | 16    |
| 4     | 0 a 4   | 8     |

## Economia
El 2007 la població en edat de treballar era de 233 persones, 171 eren actives i 62 eren inactives. De les 171 persones actives 153 estaven ocupades (91 homes i 62 dones) i 17 estaven aturades (8 homes i 9 dones). De les 62 persones inactives 28 estaven jubilades, 14 estaven estudiant i 20 estaven classificades com a «altres inactius».

### Ingressos
El 2009 a Saint-Germain-les-Paroisses hi havia 163 unitats fiscals que integraven 383 persones, la mediana anual d'ingressos fiscals per persona era de 18.839 €.

### Activitats econòmiques
Dels 13 establiments que hi havia el 2007, 3 eren d'empreses de fabricació d'altres productes industrials, 4 d'empreses de construcció, 1 d'una empresa de comerç i reparació d'automòbils, 1 d'una empresa d'informació i comunicació, 3 d'empreses de serveis i 1 d'una entitat de l'administració pública.
Dels 6 establiments de servei als particulars que hi havia el 2009, 2 eren tallers de reparació d'automòbils i de material agrícola, 2 fusteries i 2 lampisteries.
L'únic establiment comercial que hi havia el 2009 era una llibreria.
L'any 2000 a Saint-Germain-les-Paroisses hi havia 8 explotacions agrícoles.

## Equipaments sanitaris i escolars
El 2009 hi havia una escola elemental.

## Poblacions més properes
El següent diagrama mostra les poblacions més properes.